# Patrik Andersson (golfare)
Patrik Andersson, född 1975 i Göteborg, är en svensk golfspelare. Han tävlar inom specialgrenen longdrive. 2007 blev Andersson europamästare i sin gren.